# Tetracanthagyna plagiata
Tetracanthagyna plagiata (лат.) — вид крупных стрекоз из семейства Коромысла (Aeshnidae). Включён в Международную Красную книгу МСОП. Самая тяжёлая в мире стрекоза.

## Распространение
Юго-Восточная Азия: Бруней, Индонезия (Калимантан и Суматра), Малайзия (Западная Малайзия, Сабах и Саравак), Сингапур, Таиланд.

## Описание
Один из самых крупных в мире видов стрекоз: размах крыльев до 165 мм. Самцы мельче: длина тела от 93 до 100 мм, размах крыльев от 65 до 75 мм. Брюшко толстое, цилиндрическое. Обитают у лесных водоёмов. Яйцекладка происходит в ткани растений.
Tetracanthagyna plagiata — крупная чернотелая стрекоза с большими крыльями. Торакс черного цвета, а боковые стороны синторакса отмечены двумя бледно-желтоватыми полосами, отличающими ее от красновато-коричневых полос родственной Tetracanthagyna brunnea. Брюшко красновато-коричневого цвета, цилиндрической формы, длиной около 100 миллиметров, сужается к кончику брюшка. Tetracanthagyna plagiata имеет изменчивый дистальный поперечный рисунок полос на передних и задних крыльях, а самцы и некоторые самки имеют темные костальные полосы:75. Только у некоторых экземпляров T. plagiata отсутствуют темные полосы. Согласно Леонарду Тану из блога Singapore Odonata, самцы не имеют поперечных коричневых пятен возле кончиков крыльев, которые есть у самок. Помимо различий в рисунке крыльев, самцы и самки очень похожи внешне.
Tetracanthagyna plagiata имеет половой диморфизм. Самцы меньше самок. Длина задних крыльев самок составляет 80—84 миллиметра, а самцов — 76 миллиметров. У самок на брюшке имеется зубчатая пластинка — вилкообразный орган, используемый для создания отверстий в поверхности под собой или для удержания на поверхности во время яйцекладки. У самцов на втором сегменте брюшка имеется пара oreillets — лопастей, которые помогают направлять гениталии самки в нужное положение во время спаривания.
По своему весу самки Tetracanthagyna plagiata самые тяжёлые среди всех стрекоз, а по размаху крыльев (около 165 мм) занимают второе место, уступая только американскому гиганту Megaloprepus caerulatus (около 190 мм). Личинки развиваются в медленных лесных ручьях шириной около 1 м и глубиной не более 0,6 м.

## Биология
Самки откладывают яйца в гниющие бревна и другие мягкие субстраты, покрытые мхом, потоками, вводя яйцеклад в гнилое бревно. Перед этим самка в течение минуты скребет поверхность, чтобы подготовить ее, выгнув брюшко дугой. Одна самка была замечена у водохранилища Макричи, демонстрируя вышеупомянутое поведение. Ватанабе (2003) зафиксировал самку T. plagiata, откладывающую яйца в гниющую древесину на высоте 150 сантиметров от поверхности воды.
Личинки Tetracanthagyna plagiata ранее не были известны науке, в отличие от личинок родственных видов. Исследования родственного вида Tetracanthagyna waterhousei в Гонконге зафиксировали хищничество личинок над рыбой и их вылупление из личиночных экзувиев. Последующие исследования, проведенные в 2010 году Орром и др. с использованием личинок, идентифицированных по экзувиям и собранных из медленно текущих лесных ручьев, из которых наблюдали появление взрослых особей T. plagiata, идентифицировали их по большому сравнительному размеру и характерной скульптуре:154. Личинки были найдены в Сингапурском природном заповеднике Central Catchment в двух отдельных местах (водохранилище Макричи и болотный лес Ни Сун). В неволе личинок выращивали на живых креветках (Macrobrachium lanchesteri), мелкой рыбе или червях тубифекс (Tubifex tubifex):154. Считается, что в природе личинки питаются креветками видов Macrobrachium trompii и Caridina temasek, а также личинками насекомых, мальками и и головастиками:161. Анатомия губных пальп позволяет предположить, что они специализируются на добыче более крупных объектов:164. В отличие от личинок других представителей рода Tetracanthagyna, личинки гигантского ястреба являются хищниками, сидящими в засаде, а не активно охотящимися на добычу, маскируясь под палкой в ожидании добычи. Личинки также демонстрируют баллистическую дефекацию, при которой личинки стреляют своими экскрементами, что, вероятно, позволяет избежать обнаружения потенциальной добычи из-за облака загрязняющих фекалий:164.
Орр и др. в первом в истории описании личинки нимфы T. plagiata описали ее как крупную удлиненную личинку эшниды:155. Очертания личинки были преимущественно угловатыми, а на голове имелась «характерная, ярко выраженная» скульптура:155. Полосатая окраска на ногах была единственным отклонением от темной внешности. Ноги личинки были короткими и крепкими, приспособленными для выполнения хватательных движений:155 Личиночная маска (шарнирная нижняя мандибула, также известная как «шарнирный лабиум») имела прочный прементум с дистальным расширением, а короткие тонкие лабиальные пальпы имели зубчатые внутренние края вдоль конечного крючка:155,157. Длина экзувий самцов составляла 57,5 миллиметра, а самок — 62 миллиметра:160. По сравнению с личинками родственных видов Tetracanthagyna waterhousei и Tetracanthagyna degorsi, личинки T. plagiata имеют более угловатую голову:159.
Взрослые стрекозы кормятся на рассвете и в сумерках, их привлекает свет. Как и другие представители семейства коромысла (Aeshnidae), они ведут полуденный образ жизни, летая в сумеречное время.

## Охранный статус
Сокращение численности связано с изменениями естественных мест обитания и вырубкой лесов.